# Acacia rupicola
Acacia rupicola är en ärtväxtart som beskrevs av George Bentham. Acacia rupicola ingår i släktet akacior, och familjen ärtväxter. Inga underarter finns listade i Catalogue of Life.